# Abel Thermeus
Abel Thermeus (ur. 19 stycznia 1983 w Montreuil) – haitański piłkarz występujący na pozycji napastnika.

## Kariera klubowa
Thermeus urodził się we Francji w rodzinie pochodzenia haitańskiego. Karierę rozpoczynał w 2000 roku w rezerwach AS Monaco, grających w CFA. W 2004 roku odszedł do US Créteil-Lusitanos z Ligue 2. Przez 1,5 roku w jego barwach rozegrał 3 spotkania. Na początku 2006 roku przeszedł do szkockiego Motherwell występującego w Scottish Premier League. W ciągu pół roku, wystąpił tam w jednym meczu.
W połowie 2006 roku Thermeus przeniósł się do rezerw hiszpańskiego trzecioligowca, Levante UD B. Spędził w nich dwa lata. Następnie grał w rezerwach węgierskiego klubu Debreceni VSC, a także cypryjskim drugoligowcu, Atromitosie Jeroskipu. W 2011 roku zakończył karierę.

## Kariera reprezentacyjna
W reprezentacji Haiti Thermeus zadebiutował w 2007 roku. W 2009 roku został powołany do kadry na Złoty Puchar CONCACAF. Zagrał na nim tylko w meczu fazy grupowej ze Stanami Zjednoczonymi (2:2), a Haiti zakończyło turniej na ćwierćfinale.
W latach 2007–2009 w drużynie narodowej rozegrał 10 spotkań.